# 泰爾尼夫
50°1′22″N 23°55′38″E / 50.02278°N 23.92722°E
泰爾尼夫（烏克蘭語：Тернів）是烏克蘭西部利維夫州利維夫區若夫克瓦市鎮的村莊。該村始建於1399年，面積0.73平方公里，海拔高度264米，2001年人口115，人口密度每平方公里157.53人。